# Ялта (Казахстан)
Я́лта (каз. Ялта) — село у складі Абайського району Карагандинської області Казахстану. Входить до складу Кулайгирського сільського округу.
Населення — 15 осіб (2021; 33 у 2009, 174 у 1999, 245 у 1989).
Національний склад станом на 1989 рік:
- німці — 30 %;
- росіяни — 27 %;
- казахи — 26 %.